# Resolve
Resolve è il settimo album della band punk rock californiana Lagwagon, pubblicato dalla Fat Wreck Chords nel novembre 2005.
Il disco è totalmente dedicato all'amico ed ex-membro Derrick Plourde, morto suicida alcuni mesi prima. Tutti i brani parlano della sua morte e son influenzati dallo stesso anche nella stesura delle musiche che appaiono leggermente distanti dallo stile solito della band andando a riprendere (per ammissione della stessa band) le sonorità dei Bad Astronaut. Questo processo fu inevitabile secondo Joey Cape. Le varie canzoni e la loro disposizione nel disco rappresentano i vari stati d'animo passati dai cinque amici in seguito alla morte di Derrick. La grossa differenza con i precedenti album è stato il brevissimo tempo impiegato per scrivere i pezzi (solo 10 giorni per scrivere musiche testi ed arrangiamenti), il che favorisce però la trasmissione del sentimento.

## Tracce
1. Heartbreaking Music - 2:22
2. Automatic - 3:16
3. Resolve - 2:07
4. Virus - 3:31
5. Runs In The Family - 1:56
6. The Contortionist - 3:24
7. Sad Astronaut - 3:01
8. Rager - 1:21
9. The Worst - 2:30
10. Creepy - 1:32
11. Infectious - 3:50
12. Days Of New (dopo Days Of New seguono 5 minuti di silenzio, dopodiché inizia la traccia nascosta The Chemist) - 10:53
13. Fallen (solo su iTunes)

## Formazione
- Joey Cape - voce
- Chris Flippin - chitarra
- Chris Rest - chitarra
- Jesse Buglione - basso
- Dave Raun - batteria